# Étienne Noël Damilaville
Étienne Noël Damilaville (Bordeaux, 21 novembre 1723 – 13 dicembre 1768) è stato un filosofo ed enciclopedista francese.

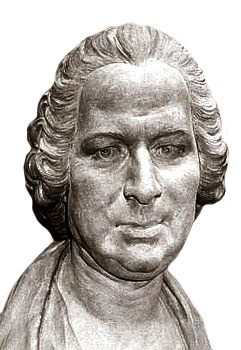
Il busto di Étienne Noël Damilaville. Marie-Anne Collot, Musée du Louvre

Fu uno dei corrispondenti più assidui di Voltaire: si conoscono sinora 540 lettere scambiate tra i due durante circa otto anni, ciò che ne testimonia la vicinanza addirittura fraterna al filosofista parigino. Tale fraternità, pur ancora oggetto di ricerca e d'indagine per definirne con precisione i margini, ne fa uno dei più devoti del campione dell'Illuminismo, per altro ricambiato dal raro riconoscimento di una parentela intellettuale.
Damilaville, esperto funzionario statale divenuto responsabile per la raccolta del "Ventesimo" (un'imposta del 5% sui redditi introdotta in Francia a partire dal 1750) e collaboratore dell''Encyclopédie (per la quale scrisse la voce Pace), avviò la sua relazione epistolare con Voltaire nel 1760 e morì di cancro nel 1768.
Una corrispondenza complessivamente intensa, riservata all'inizio, ma che prese rapidamente corpo e frequenza.
Assieme a Jean Baptiste Le Rond d'Alembert e Nicolas-Claude Thiériot fu una delle migliori fonti di notizie ed informazioni per Voltaire: nuove pubblicazioni, novità parigine, il tutto accompagnato da un fervore filosofico che sedusse l'inquilino di Ferney. Questi si servì volentieri della franchigia postale del "Ventesimo" per sfuggire a eventuali indiscrezioni cui era maggiormente soggetta la posta ordinaria.
In tal modo Damilaville poté facilitare gli scambi con altri colleghi, come Denis Diderot. 
Da parte sua Voltaire gli confidò il proprio turbamento a proposito di casi come quelli di Calas, La Barre, Sirven e simili, gli parla dei suoi progetti, delle sue campagne senza risparmiare i suoi avversari, gli indirizza scritti filosofici già apparsi o ancora da pubblicare, sempre pregandolo di rispondergli e comunicargli le sue impressioni su quanto ricevuto. Voltaire rilesse le sue Honnêtetés théologiques e le integra nelle opere relative a Belisario, poi lo accoglie a Ferney nel 1765, ove Damilaville si trattenne un mese.
Resta ancora da chiarire il ruolo giocato da Damilaville in seno al gruppo costituito attorno al baron d’Holbach: gli è stato a torto attribuito Le christianisme dévoilé et l'Essai sur les préjugés (Il cristianesimo svelato e il Saggio sui pregiudizi). Si può certo dire che il personaggio meriti un suo posto nell'ambito della battaglia filosofica d'avanguardia in quegli anni, così come si può ben dire che Damilaville, sul piano del pensiero antireligioso, andò persino ben oltre le posizioni di Voltaire. Le divergenze non impediscono ai due uomini di unire i loro sforzi nel pieno della campagna tesa a screditare le loro idee. La morte prematura di  Damilaville privò così Voltaire di uno dei suoi più ardenti compagni di lotta.